# Öster-Skivsjön
Öster-Skivsjön är en sjö i Umeå kommun i Västerbotten och ingår i Sävaråns huvudavrinningsområde. Sjön har en area på 0,0482 kvadratkilometer och ligger 26 meter över havet.

## Delavrinningsområde
Öster-Skivsjön ingår i det delavrinningsområde (709369-173142) som SMHI kallar för Mynnar i Sävarån. Medelhöjden är 25 meter över havet och ytan är 6,08 kvadratkilometer. Det finns inga avrinningsområden uppströms utan avrinningsområdet är högsta punkten. Vattendraget som avvattnar avrinningsområdet har biflödesordning 2, vilket innebär att vattnet flödar genom totalt 2 vattendrag innan det når havet efter 7,2 kilometer. Avrinningsområdet består mestadels av skog (70 procent) och sankmarker (17 procent). Avrinningsområdet har 0,12 kvadratkilometer vattenytor vilket ger det en sjöprocent på 1,9 procent.